# ジョナサン・ヘレーラ
- ジョナサン・エレーラ
- ホナタン・エレーラ
- ジョナタン・エレーラ

ジョナサン・アレハンドロ・ヘレーラ・ロドリケス（Jonathan Alejandro Herrera Rodriguez , 1984年11月13日 - ）は、ベネズエラ・スリア州マラカイボ出身の元プロ野球選手（内野手）。右投両打。

## 経歴

### プロ入りとロッキーズ時代
2002年4月6日にコロラド・ロッキーズと契約。
2003年は傘下のルーキー級キャスパー・ロッキーズで39試合に出場し、打率.308・1本塁打・25打点・12盗塁だった。
2004年はA級アッシュビル・ツーリスツで95試合に出場し、打率.279・6本塁打・35打点・21盗塁だった。
2005年はA級アッシュビルで19試合に出場し、6月にA+級モデスト・ナッツへ昇格。A+級モデストでは73試合に出場し、打率.258・2本塁打・30打点・9盗塁だった。
2006年はA+級モデストで127試合に出場し、打率.310・7本塁打・77打点・34盗塁だった。
2007年はAA級タルサ・ドリラーズで131試合に出場し、打率.257・3本塁打・40打点・18盗塁だった。
2008年は開幕をAAA級コロラドスプリングス・スカイソックスで迎えた。チームの顔でもあった遊撃手のトロイ・トゥロウィツキーの怪我や、チームの2008年シーズンの不振を払拭するため、4月30日にメジャー初昇格を果たした。同日のサンフランシスコ・ジャイアンツ戦でメジャーデビュー。8番・二塁手として先発起用され、2打数無安打1四球だった。5月4日のロサンゼルス・ドジャーズ戦で初打点を記録。6月14日にAAA級コロラドスプリングスへ降格した。この年は28試合に出場し、打率.230・3打点・1盗塁だった。オフの12月12日にFAとなったが、その翌日にロッキーズとマイナー契約を結んだ。
2009年はAAA級コロラドスプリングスで119試合に出場し、打率.268・2本塁打・33打点・16盗塁だった。
2010年はAAA級コロラドスプリングスで開幕を迎え、5月31日にメジャーへ昇格。8月3日にAAA級コロラドスプリングスへ降格したが、8月20日に再昇格した。この年は76試合に出場し、打率.284・1本塁打・21打点・2盗塁だった。
2011年3月3日にロッキーズと1年契約に合意。開幕ロースター入りを果たした。9月6日に右手人差し指を骨折し、60日間の故障者リスト入りをした。10月31日にリストから外れた。この年は自己最多の104試合に出場し、打率.242・3本塁打・14打点・4盗塁だった。
2012年3月3日にロッキーズと1年契約に合意。5月23日にハムストリングを痛め、15日間の故障者リスト入りした。6月22日に復帰したが、7月16日に左手首を負傷し、翌17日に15日間の故障者リスト入りした。7月31日に復帰。この年は86試合に出場し、打率.262・3本塁打・12打点・4盗塁だった。
2013年1月23日にロッキーズと1年契約に合意。この年は81試合に出場し、打率.292・1本塁打・16打点・3盗塁だった。

### レッドソックス時代
2013年12月18日にフランクリン・モラレス、クリス・マーティンとのトレードでボストン・レッドソックスへ移籍。
2014年1月17日にレッドソックスと1年契約に合意した。開幕後は控え内野手として42試合に出場したが、打率は.233と結果を残せず、7月7日にマイク・カープが故障者リストから復帰したため、傘下のAAA級ポータケット・レッドソックスへ降格。9月29日に再昇格したが、出場機会はなく、そのままシーズンを終えた。本塁打ゼロと1桁打点はいずれもメジャーデビューイヤーの2008年以来の事となる不振だった。オフの11月3日に40人枠を外れ、AAA級ポータケットへ降格し、同日にFAとなった。

### カブス時代
2014年12月6日にシカゴ・カブスとマイナー契約を結んだ。
2015年4月5日にメジャー契約を結び、昇格した。オフに自由契約となった。

### メキシカンリーグ時代
2016年5月11日にメキシカンリーグのベラクルス・レッドイーグルスと契約した。5月28日のユカタン・ライオンズ戦でコルクバットの使用が発覚し、残りシーズンすべての出場停止処分が科せられた。

## 詳細情報

### 年度別打撃成績
| 年 度    | 球 団    | 試 合 | 打 席 | 打 数 | 得 点 | 安 打 | 二 塁 打 | 三 塁 打 | 本 塁 打 | 塁 打 | 打 点 | 盗 塁 | 盗 塁 死 | 犠 打 | 犠 飛 | 四 球 | 敬 遠 | 死 球 | 三 振 | 併 殺 打 | 打 率 | 出 塁 率 | 長 打 率 | O P S |
| -------- | -------- | ----- | ----- | ----- | ----- | ----- | -------- | -------- | -------- | ----- | ----- | ----- | -------- | ----- | ----- | ----- | ----- | ----- | ----- | -------- | ----- | -------- | -------- | ----- |
| 2008     | COL      | 28    | 66    | 61    | 5     | 14    | 1        | 1        | 0        | 17    | 3     | 1     | 1        | 1     | 0     | 4     | 0     | 0     | 10    | 0        | .230  | .277     | .279     | .556  |
| 2010     | COL      | 76    | 257   | 222   | 34    | 63    | 6        | 2        | 1        | 76    | 21    | 2     | 2        | 7     | 3     | 25    | 1     | 0     | 36    | 2        | .284  | .352     | .342     | .694  |
| 2011     | COL      | 104   | 320   | 281   | 28    | 68    | 5        | 1        | 3        | 84    | 14    | 4     | 4        | 10    | 0     | 28    | 0     | 1     | 40    | 7        | .242  | .313     | .299     | .612  |
| 2012     | COL      | 86    | 251   | 225   | 29    | 59    | 9        | 1        | 3        | 79    | 12    | 4     | 1        | 7     | 0     | 16    | 3     | 2     | 39    | 5        | .262  | .317     | .351     | .668  |
| 2013     | COL      | 81    | 215   | 195   | 16    | 57    | 7        | 2        | 1        | 71    | 16    | 3     | 2        | 4     | 2     | 14    | 3     | 0     | 24    | 6        | .292  | .336     | .364     | .701  |
| 2014     | BOS      | 42    | 104   | 90    | 10    | 21    | 1        | 2        | 0        | 26    | 9     | 1     | 3        | 3     | 1     | 7     | 0     | 3     | 24    | 3        | .233  | .307     | .289     | .596  |
| 2015     | CHC      | 73    | 132   | 126   | 14    | 29    | 5        | 1        | 2        | 42    | 14    | 3     | 0        | 4     | 0     | 2     | 1     | 0     | 23    | 3        | .230  | .242     | .333     | .576  |
| MLB：7年 | MLB：7年 | 490   | 1345  | 1200  | 136   | 311   | 34       | 10       | 10       | 395   | 89    | 18    | 13       | 36    | 6     | 96    | 8     | 6     | 196   | 26       | .259  | .316     | .329     | .645  |

- 2016年度シーズン終了時

### 背番号
- 21 (2008年)
- 18 (2010年 - 2013年)
- 10 (2014年)
- 19 (2015年)